# House of Assassins
House of Assassins – amerykańska powieść fantasy z 2019. Jej autorem jest Larry Correia. Została opublikowana przez Baen Books. Jest drugim tomem z cyklu Saga of the Forgotten Warrior. W 2019 zdobyła Dragon Award w kategorii najlepsza powieść fantasy i była nominowana do Whitney Award.